# Puerto Bermejo Viejo
Puerto Bermejo Viejo es una localidad argentina ubicada en el departamento Bermejo de la provincia del Chaco. Se encuentra a orillas del río Paraguay, y corresponde al antiguo asentamiento de Puerto Bermejo, ubicada 5 km al noroeste.

## Historia
Puerto Bermejo Viejo fue fundada en 1884 por la expedición de Benjamín Victorica, cuyo objetivo era incorporar definitivamente al control argentino las tierras del Chaco. Anterior a la expedición había un caserío conocido como Timbó, el mismo fue cambiado por sugerencia de Victoria a Puerto Bermejo. Por ser cabecera de otros fortines ubicados a orillas del Bermejo y su ubicación estratégica para el movimiento de embarcaciones Bermejo se desarrolló rápidamente. En 1887 el gobierno nacional designó 10 mil hectáreas para la colonia y pueblo de Puerto Bermejo. En 1903 Eduardo Martínez realizó la mensura de la colonia, otorgando al ejido unas 167 manzanas; la parte rural a su vez se dividió en 103 lotes de 100 hectáreas cada uno, más 45 irregulares.
Este asentamiento se abandonó el 15 de mayo de 1983, tras la gran inundación de 1982-1983 que sobrepasó las defensas e inundó completamente el poblado; la ubicación geopolítica estratégica (localidad de frontera frente a Paraguay) aceleró la decisión de la mudanza. Hasta ese año 40 manzanas del casco original habían desaparecido.

## Población
Cuenta con 86 habitantes (Indec, 2010), lo que representa un descenso del 59% frente a los 209 habitantes (Indec, 2001) del censo anterior.
| Gráfica de evolución demográfica de Puerto Bermejo Viejo entre 1991 y 2010 |
|                                                                            |
| Fuente: Censos nacionales del INDEC                                        |